# Sturmmöwe (Schiff)
Die Sturmmöwe ist ein Seezeichenschiff des Wasserstraßen- und Schifffahrtsamtes Ostsee.

## Geschichte
Das Schiff wurde von der Fachstelle Maschinenwesen Nord für das damalige Wasser- und Schifffahrtsamt Lübeck bestellt. Es wurde 2002 bis 2004 unter der Baunummer 1951 gebaut. Bauwerft war die Fassmer-Werft in Berne/Motzen, die den Rumpf des Schiffes von Metal Investment in Polen zuliefern ließ. Die Kiellegung fand am 4. November 2002, der Stapellauf am 2. August 2004 statt. Die Fertigstellung des Schiffes erfolgte am 23. August 2004.
Das Schiff wurde in Wismar getauft, wo es auch stationiert ist. Namensgeber ist der gleichnamige Vogel aus der Familie der Möwen. Schwesterschiff ist die Wulf Isebrand des Wasserstraßen- und Schifffahrtsamtes Elbe-Nordsee.

## Einsatz
Das Schiff wird auf der Ostsee, der Wismarer Bucht und dem Elbe-Lübeck-Kanal für das Auslegen, Einholen und die Kontrolle schwimmender Seezeichen sowie für die Verkehrssicherung und -lenkung eingesetzt. Ferner dient das Schiff dem Personen- und Materialtransport sowie wasserbaulichen und gewässerkundlichen Arbeiten.
Die Reichweite des Schiffes beträgt rund 950 Seemeilen.

## Technische Daten und Ausstattung
Das Schiff wird von einem Sechszylinder-Viertakt-Dieselmotor des Herstellers MTU Friedrichshafen (Typ 6 R 183 TE 62) mit 275 kW Leistung angetrieben. Der Motor wirkt über ein Untersetzungsgetriebe auf einen Festpropeller. Im Bug des Schiffes befindet sich eine Querstrahlsteueranlage mit 50 kW Leistung. Für die Stromversorgung sind zwei Generatoren von MTU Friedrichshafen mit 89 kVA bzw. 38 kVA Scheinleistung sowie ein Notgenerator verbaut.
Im Achterschiffsbereich befindet sich ein 48 m² großes Arbeitsdeck mit einem Hydraulikkran. Dieser verfügt über 10,2 m Auslage. Der Rumpf des Schiffes ist eisverstärkt, das Schiff mit der Eisklasse „E“ klassifiziert. Es kann so im Bedarfsfall für das Brechen von bis zu 20 cm starkem Eis eingesetzt werden.